# Supposed Former Infatuation Junkie
Supposed Former Infatuation Junkie är ett musikalbum av Alanis Morissette som släpptes den 3 november 1998.

## Låtlista
1. "Front Row" - 4:13
2. "Baba" - 4:29
3. "Thank U" - 4:18
4. "Are You Still Mad" - 4:04
5. "Sympathetic Character" - 5:13
6. "That I Would Be Good" - 4:16
7. "The Couch" - 5:24
8. "Can't Not" - 4:35
9. "U R" - 3:31
10. "I Was Hoping" - 3:51
11. "One" - 4:40
12. "Would Not Come" - 4:05
13. "Unsent" - 4:10
14. "So Pure" - 2:50
15. "Joining You" - 4:24
16. "Heart of the House" - 3:46
17. "Your Congratulations" - 3:54